# Фиррао, Джузеппе
Джузеппе Фиррао (итал. Giuseppe Firrao; 12 июля 1670, Луцци, Неаполитанское королевство — 24 октября 1744, Рим, Папская область) — итальянский куриальный кардинал и папский дипломат. Титулярный архиепископ Никеи с 2 сентября 1716 по 11 декабря 1730. Апостольский нунций в Швейцарии с 23 октября 1716 по 28 сентября 1720. Апостольский нунций в Португалии с 28 сентября 1720 по 11 декабря 1730. Епископ Аверсы, с персональным титулом архиепископа, с 11 декабря 1730 по 26 сентября 1734. Государственный секретарь Святого Престола и Префект Священной Конгрегации Священной Консульты с 4 октября 1733 по 6 февраля 1740. Префект Верховного Трибунала Апостольской Сигнатуры Милости с 29 ноября 1737 по 24 октября 1744. Префект Священной Конгрегации по делам епископов и монашествующих с 27 августа 1738 по 24 октября 1744. Камерленго Священной Коллегии кардиналов со 2 января 1741 по 22 января 1742. Кардинал-священник с 24 сентября 1731, с титулом церкви Сан-Томмазо-ин-Парионе с 19 ноября 1731 по 29 августа 1740. Кардинал-священник с титулом церкви Санта-Кроче-ин-Джерусалемме с 29 августа 1740 по 24 октября 1744.